# BCズーキヤ
BCズーキヤ（リトアニア語: Alytaus Dzūkija、英: BC Dzūkija）は、かつてリトアニア・アリートゥスを本拠地として活動していたプロバスケットボールクラブである。リトアニア・バスケットボール・リーグ (LKL) に所属していた。

## 歴史
2011年、BCアリートゥスが経営破綻したことにより、リトアニア南部にリトアニア・バスケットボール・リーグ (LKL) に所属するクラブが一つもない状況となった。同年にBCサヴァノリスが設立されたものの、BCアリートゥスとの継承関係はなかったため、3部リーグにあたる地方バスケットボール・リーグ (RKL) から再スタートしていたためである。アリートゥス市とリトアニア・バスケットボール連盟は、アリートゥスにバスケットボールクラブを復活させることで合意し、アリートゥス出身の本バスケットボール選手であるトマス・パチェサスが新クラブとしてBCズーキヤを設立した。なお、ズーキヤとは、アリートゥスを含むリトアニア南西部の地方の名称である。
2012年、全国バスケットボール・リーグ (NKL) への参加資格をエレリタ-KTUから取得した。

### NKL
2012–13シーズンでは全国バスケットボール・リーグ (NKL) 準優勝という成績を残した。

### LKL
2013年夏、LSU-バルタイからリトアニア・バスケットボール・リーグ (LKL) のライセンスを取得した。その後のLKLにおける成績については、「各シーズンの成績」の項を参照。

### 解散
2022年6月2日、アヴィア・ソリューションズ・グループを保有するゲディミナス・ジエメリスがBCズーキヤを買収し、新たにBCウルヴズを設立。これによりBCズーキヤは消滅した。

## 各シーズンの成績
| シーズン | 国内       | 国内 | 国内                    | LKF杯／ ミンダウガス王杯 |
| シーズン | リーグ     | RS   | PS                      | LKF杯／ ミンダウガス王杯 |
| -------- | ---------- | ---- | ----------------------- | ------------------------ |
| 2012–13  | NKL（2部） | 2位  | 準優勝                  |                          |
| 2013–14  | LKL（1部） | 10位 | 進出ならず              | 第4ラウンド              |
| 2014–15  | LKL（1部） | 6位  | 準々決勝敗退（ベスト8） | 準々決勝敗退（ベスト8）  |
| 2015–16  | LKL（1部） | 10位 | 進出ならず              |                          |
| 2016–17  | LKL（1部） | 8位  | 準々決勝敗退（ベスト8） | 準々決勝敗退（ベスト8）  |
| 2017–18  | LKL（1部） | 9位  | 進出ならず              | 準決勝（ベスト4）        |
| 2018–19  | LKL（1部） | 8位  | 準々決勝敗退（ベスト8） | 準々決勝敗退（ベスト8）  |
| 2019–20  | LKL（1部） | 9位  | 9位                     | 準々決勝敗退（ベスト8）  |
| 2020–21  | LKL（1部） | 9位  | 進出ならず              | 第2ラウンド              |
| 2021–22  | LKL（1部） | 8位  | 準々決勝敗退（ベスト8） | 準々決勝敗退（ベスト8）  |

出典:

## 歴代ヘッドコーチ
- 2018–2020:  ヴォルデマラス・ホミチュス（リトアニア語版）
- 2020–2022:  Nikola Vasilev